# Cantiers
Cantiers est une ancienne commune française, située dans le département de l'Eure en région Normandie devenue le 1er janvier 2016 une commune déléguée au sein de la commune nouvelle de Vexin-sur-Epte.

## Toponymie
Le nom de la localité est attesté sous les formes Cantiers vers 1240, Canter en 1300 (vitrail de la cathédrale d’Évreux).

## Politique et administration
| Période                                  | Période    | Identité         | Étiquette | Qualité     |
| ---------------------------------------- | ---------- | ---------------- | --------- | ----------- |
| Les données manquantes sont à compléter. |            |                  |           |             |
| 1876                                     |            | Narcisse Hébert  |           |             |
| avant 1981                               | ?          | Robert Delaporte |           |             |
| mars 2001                                | 31/12/2015 | Jean Fremin      | Droite    | Agriculteur |

## Démographie
L'évolution du nombre d'habitants est connue à travers les recensements de la population effectués dans la commune depuis 1793. À partir du 1er janvier 2009, les populations légales des communes sont publiées annuellement dans le cadre d'un recensement qui repose désormais sur une collecte d'information annuelle, concernant successivement tous les territoires communaux au cours d'une période de cinq ans. 
Pour les communes de moins de 10 000 habitants, une enquête de recensement portant sur toute la population est réalisée tous les cinq ans, les populations légales des années intermédiaires étant quant à elles estimées par interpolation ou extrapolation. Pour la commune, le premier recensement exhaustif entrant dans le cadre du nouveau dispositif a été réalisé en 2008,.
En 2013, la commune comptait 233 habitants, en évolution de +17,68 % par rapport à 2008 (Eure : +2,66 %, France hors Mayotte : +2,49 %).
| 1793 | 1800 | 1806 | 1821 | 1831 | 1836 | 1841 | 1846 | 1851 |
| ---- | ---- | ---- | ---- | ---- | ---- | ---- | ---- | ---- |
| 190  | 196  | 196  | 208  | 180  | 208  | 210  | 208  | 200  |

| 1856 | 1861 | 1866 | 1872 | 1876 | 1881 | 1886 | 1891 | 1896 |
| ---- | ---- | ---- | ---- | ---- | ---- | ---- | ---- | ---- |
| 200  | 193  | 168  | 178  | 157  | 170  | 177  | 179  | 170  |

| 1901 | 1906 | 1911 | 1921 | 1926 | 1931 | 1936 | 1946 | 1954 |
| ---- | ---- | ---- | ---- | ---- | ---- | ---- | ---- | ---- |
| 145  | 146  | 146  | 100  | 123  | 111  | 104  | 109  | 120  |

| 1962 | 1968 | 1975 | 1982 | 1990 | 1999 | 2008 | 2013 | - |
| ---- | ---- | ---- | ---- | ---- | ---- | ---- | ---- | - |
| 125  | 92   | 95   | 99   | 164  | 203  | 198  | 233  | - |

## Culture locale et patrimoine

### Lieux et monuments
- Église Sainte-Austreberthe[8]

### Héraldique
|  | Les armoiries de Cantiers se blasonnent ainsi : Écartelé au 1) de gueules aux deux léopards d'or armés et lampassés d'azur passant l'un sur l'autre, au 2) d'argent à la croix engrêlée d'azur, au 3) d'azur à la croix de calvaire du lieu d'argent, la partie senestre de la traverse défaillante, au 4) de gueules au puits du lieu à la charpente d'argent remplie aussi de gueules, ajouré de sable, couvert aussi d'argent, le tout maçonné de sable. Les deux léopards d'or des armoiries de Cantiers rappellent les armoiries de la Normandie. |

## Personnalités liées à la commune
- Jean, seigneur de Cantiers, portait un écu d'argent, à la croix engrêlée d'azur ; son cimier était la tête et col de griffon d'argent becqué d'or et langué de gueules[9]. Ces armes sont celles de la Maison de Hulluch, qui est d'origine anglaise en 1252. Hulluch est dans le Pas-de-Calais, au nord de Lens;

- Guillaume de Cantiers est un évêque d'Évreux du XVe siècle ;

- Michel-Barthélemy Hazon (1722-1822), architecte, jeune protégé de Mme de Pompadour et proche de son frère le marquis de Marigny, ami de son collègue Brongniart (beau-père de sa petite-fille Cécile Coquebert de Montbret) ; créa dans sa propriété de Cantiers où il se retira, un grand jeu de l'oie avec toutes ses stations sous forme de grands panneaux peints, les dés étant formés de gros cubes de bois de 18 centimètres sur 20 (dont des vestiges sont cités en 1869) ; lors de la Révolution de 1789, il projeta de transformer une partie de son jardin irrégulier en "bosquet religieux" comportant une pyramide de verdure destinée à sa sépulture et à celle de son épouse, enclos funéraire où son ami de jeunesse le peintre-pastelliste Guillaume Voiriot (mort en 1799) avait réservé sa place ; il fit ensuite évoluer ce projet en une sorte de cimetière communautaire doté d'une catacombe extensible pour ses parents et amis[10].